# Flavius Koczi
Flavius Koczi (Reșița, Rumania, 26 de agosto de 1987) es un gimnasta artístico rumano, subcampeón del mundo en la prueba de salto de potro en 2009.

## Carrera deportiva
En el Mundial celebrado en Londres consigue la medalla de plata en salto, tras su compatriota Marian Drăgulescu y por delante del ruso Anton Golotsutskov (bronce).